# Fixpunkt (Alpinismus)

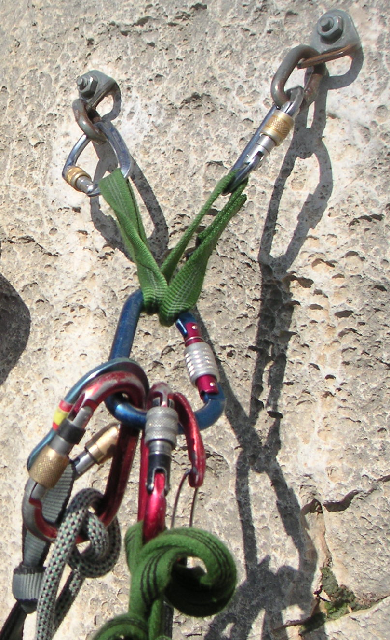
Standplatz mit Kräfteverteilung auf zwei Fixpunkte

Beim Bergsteigen und Sportklettern versteht man unter Fixpunkt (auch Sicherungspunkt) einen zuverlässigen Befestigungspunkt zur Sicherung, an dem eine Bandschlinge, ein Expressset oder ein Karabinerhaken angebracht werden kann. Fixpunkte werden für Zwischensicherungen und für die Einrichtung von Standplätzen benötigt. Bei Standplätzen sowie beim Abseilen sind besonders zuverlässige Fixpunkte erforderlich, da hier ein Versagen besonders schwerwiegende Konsequenzen hätte. In diesen Fällen erfolgt die Sicherung meist unter gleichzeitiger Verwendung mehrerer (redundanter) Fixpunkte.
Bei vielen eingerichteten Routen im Fels finden sich vorbereitete Fixpunkte in Form von Bohrhaken. Oft müssen Fixpunkte aber auch durch den Bergsteiger selbst unter Verwendung des entsprechenden Materials angebracht werden. Solche Fixpunkte werden dabei im Regelfall vom Vorsteigenden gesetzt und vom Nachsteigenden wieder entfernt.

## Fixpunkte beim Felsklettern

### Feste Sicherungspunkte

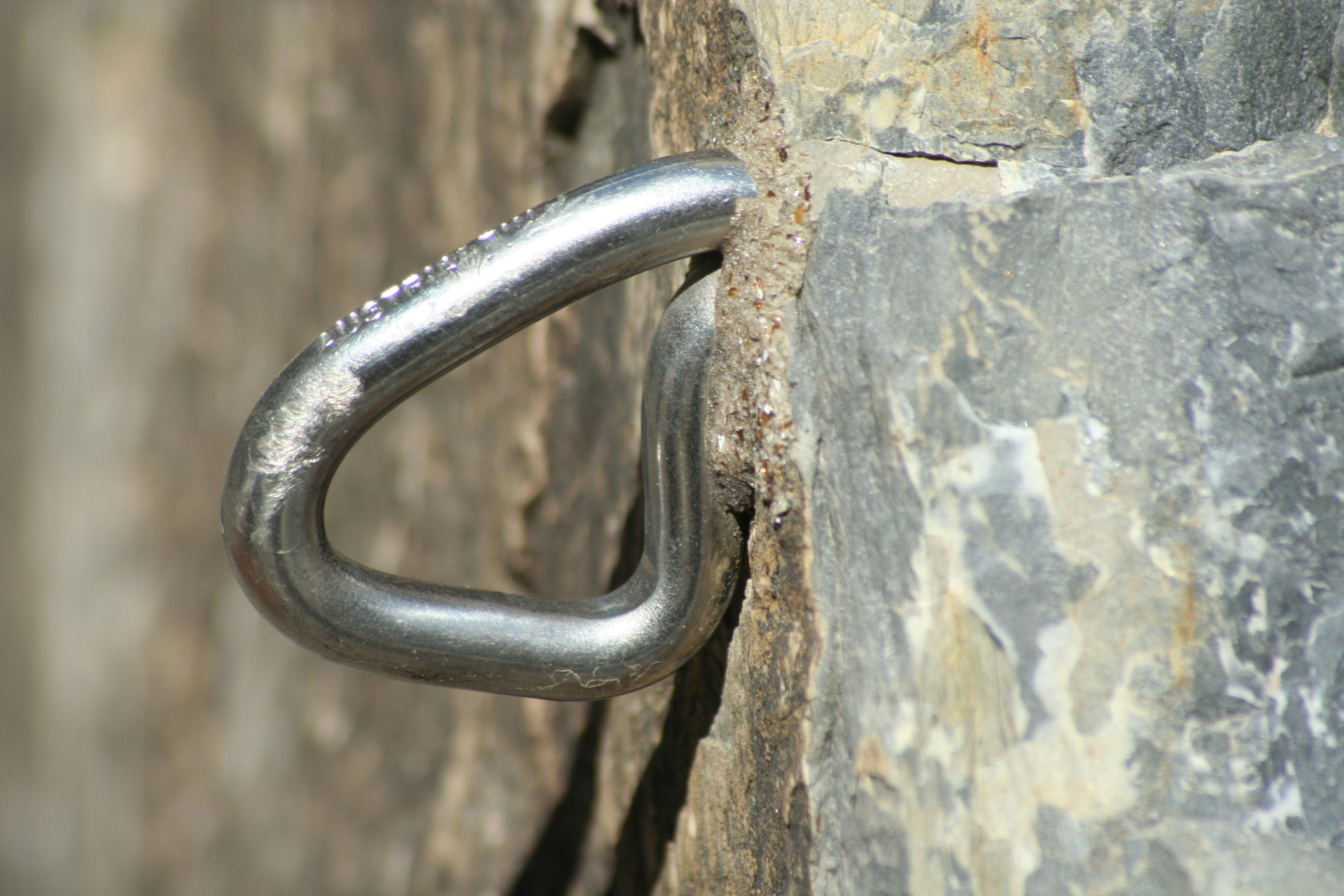
Bühlerhaken, ein spezieller „geklebter“ Bohrhaken

Feste Sicherungspunkte werden dauerhaft am Fels angebracht (oftmals vom Erschließer der Route) und verbleiben dort. Deswegen sind sie möglichst wetterfest.
„Geklebte“ Bohrhaken sind zurzeit die zuverlässigsten Sicherungsmittel. Das „Kleben“ meint den Einsatz von Zweikomponentenmörtel oder Schnellbindezement. Spezielle Klebehaken, die sogenannten Bühlerhaken und AV-Sicherheitshaken, können dabei auch als vollwertiger Standplatz genutzt werden, das heißt, es kann unter Umständen von der Verwendung eines weiteren Fixpunktes abgesehen werden. Redundanz durch einen zweiten Fixpunkt ist allerdings immer zu empfehlen. Bei in Fels angebrachten Bühlerhaken liegt der Bruchlastwert in radialer Belastungsrichtung bei 30 bis 60 kN.
Weit verbreitet sind auch nicht geklebte Bohrhaken. Diese bieten nicht ganz die Sicherheit der Klebehaken, gehören aber – von Ausnahmen abgesehen – zu den zuverlässigsten Sicherungsmitteln. Normalhaken werden vom Kletterer selbst in Felsspalten eingeschlagen und verbleiben meist dort. Bereits eingeschlagene Haken sind vor der Benutzung aber immer auf Festigkeit zu prüfen. Heute verwenden Bergsteiger und Kletterer kaum noch Normalhaken, diese wurden weitestgehend durch Bohrhaken oder mobile Sicherungsmittel wie die Klemmgeräte und Klemmkeile ersetzt (siehe unten).
Beim modernen Sportklettern werden die meisten Routen mit Bohrhaken in kurzen Abständen abgesichert. Die dadurch erhöhte Sicherheit ist einer der wesentlichen Gründe, warum der Klettersport sich zum Trendsport entwickelt hat.
In Routenbeschreibungen und Kletterführern werden feste Fixpunkte angegeben und in graphischen Routendarstellungen, sogenannten Topos, mit Symbolen eingezeichnet. Bohrhaken werden mit einem großen „X“ symbolisiert, Standplätze mit einem doppelten großen „XX“ und Normalhaken mit einem kleinen „p“. Die Fixpunkte können von 2 bis zu 50 Metern auseinander liegen, also bis zu einer ganzen Seillänge. Routen, die keine oder nur wenige feste Sicherungspunkte für Zwischensicherungen bieten, bezeichnet man als „alpin abgesichert“.
Im Allgemeinen sind viel begangene schwere Routen besser abgesichert als leichtere. In Routen mit sehr hohen Schwierigkeitsgraden sind fast ausschließlich feste Sicherungspunkte möglich, da die kompakte Felsstruktur oft keine Möglichkeit für die eigene Einrichtung zusätzlicher Fixpunkte bietet. Weite Kletterstrecken, in denen keine Sicherungspunkte vorhanden sind und auch keine angebracht werden können, werden als „moralisch“ bezeichnet, da dort der Kletternde ein hohes Risiko eingehen muss.

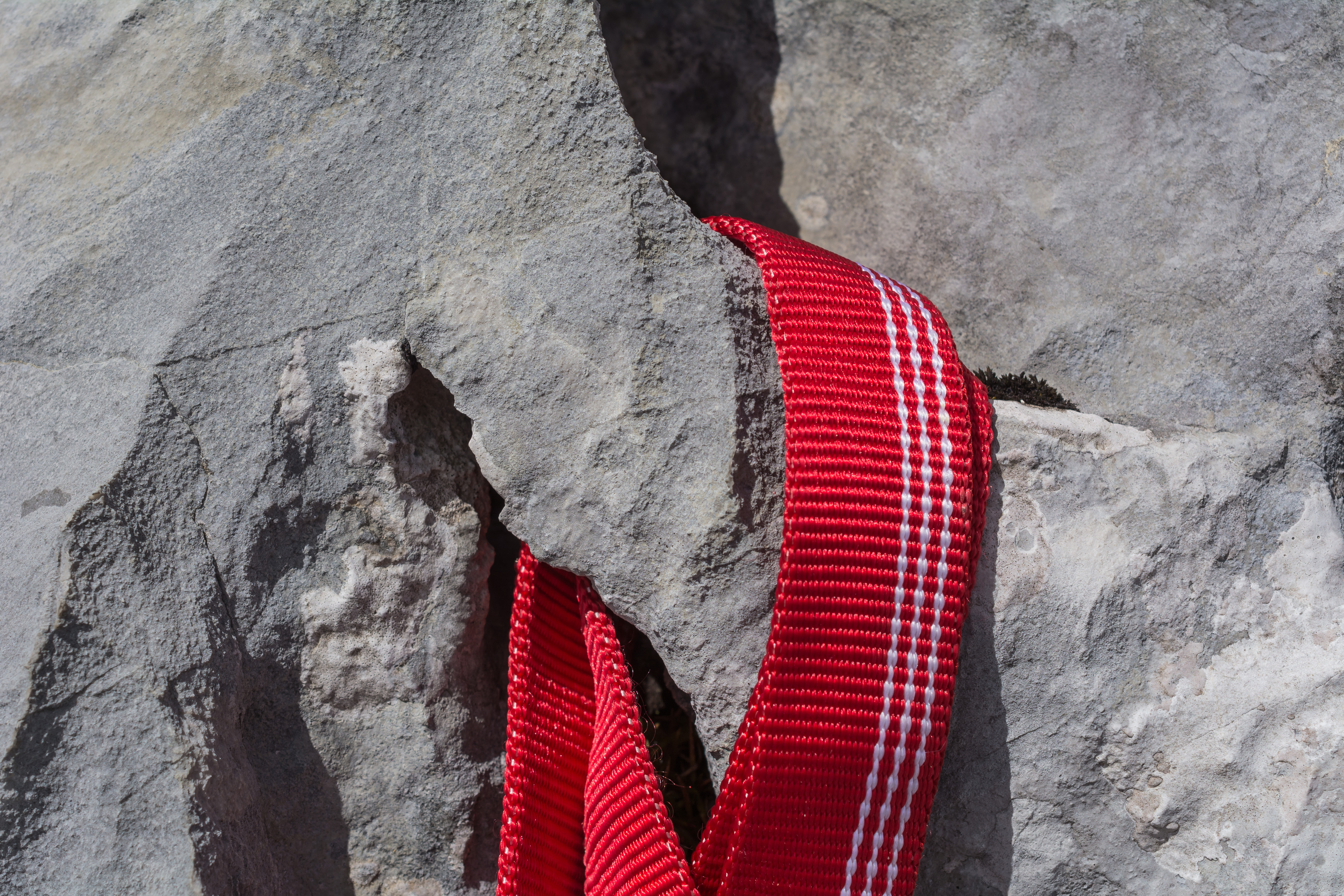
Bandschlinge an Sanduhr

### Selbst einzurichtende Fixpunkte

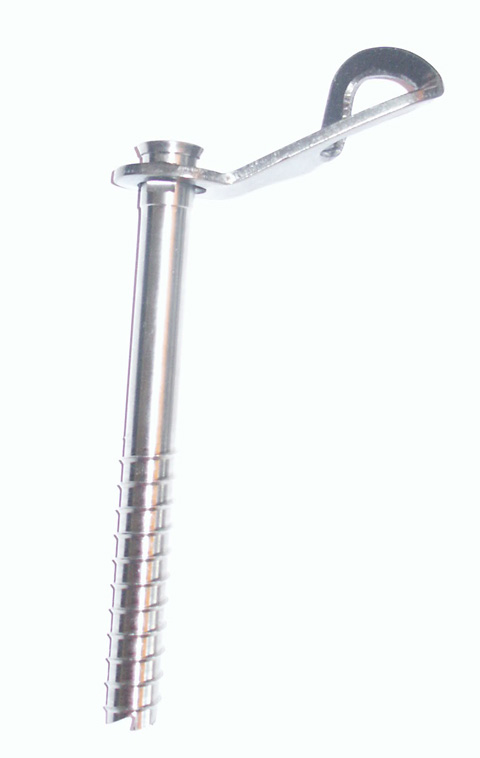
Eisschraube

Dabei werden zum einen natürliche Fixpunkte wie beispielsweise Sanduhren, Bäume oder Felsköpfe verwendet. Unter Verwendung einer Bandschlinge in passender Länge kann hierbei ein Fixpunkt eingerichtet werden, bei Felsköpfen nennt man dies Köpfelschlinge.
Daneben sind heute Knotenschlingen, Klemmkeile und Klemmgeräte (beispielsweise Friends) gebräuchlich. Letztere werden als aktive Sicherungsmittel bezeichnet, da sie bei Belastung ihre Form verändern und auf diese Weise einem Ausreißen entgegenwirken. Wie sicher ein derartig hergestellter Fixpunkt ist, hängt von der Felsstruktur, vom verwendeten Material und von der Erfahrung sowie den Fähigkeiten des Anbringenden ab.
Klemmkeile oder Köpfelschlingen dürfen nur in eine Richtung – zumeist sinnvollerweise für Sturzzug nach unten – belastet werden, sonst wird die Schlinge abgestreift oder der Klemmkeil aus dem Riss gezogen. Falls ein zum Nachsichern verwendeter Standplatz anschließend für die Sicherung des Vorsteigers verwendet werden soll, ist bei Nutzung solcher Fixpunkte ein Umbau des Standplatzes nötig (Abspannung nach unten gegen Sturzzug nach oben). Eine andere Möglichkeit, auch bei Verwendung dieser Sicherungsmittel einen nahezu vollwertigen Fixpunkt zu schaffen, besteht darin, zwei Fixpunkte in einigem Abstand übereinander einzurichten, wobei der untere nach oben und der obere nach unten belastet werden kann, und diese miteinander zu verspannen. Dabei ist aber zu beachten, dass auch bei einer solchen Verspannung der Fixpunkte keine seitlichen Kräfte auftreten dürfen.

## Fixpunkte in Schnee und Eis
Bei der Einrichtung von Fixpunkten im Eis ist die Beurteilung der Beschaffenheit des Eises von entscheidender Bedeutung. Im festen Eis werden meistens Eisschrauben eingesetzt, für Standplätze verwendet man in der Regel zwei davon. Bei gutem Eis werden diese „in Reihe“ verwendet, das heißt, die zweite Eisschraube wird nur belastet, wenn die erste ausfällt. In schlechtem Eis verwendet man das abgebundene Kräftedreieck, das die Kräfte gleichmäßig auf beide Eisschrauben verteilt. Eine andere Möglichkeit im Eis einen Fixpunkt einzurichten, stellt eine Eissanduhr dar.
In Schnee oder Firn verwendet man einen T-Anker als Fixpunkt, das heißt, einen quer zur Zugrichtung im Schnee vergrabenen länglichen Gegenstand, beispielsweise einen Eispickel oder Rucksack. Seltener werden Firnanker verwendet, längliche Metallwinkel, die in den Firn gerammt werden.

## Ausgleichsverankerung
| Winkel | Last je Punkt |
| ------ | ------------- |
| 15°    | 50 %          |
| 30°    | 52 %          |
| 45°    | 54 %          |
| 60°    | 58 %          |
| 90°    | 71 %          |
| (120°) | (100 %)       |

Zur Erhöhung der Sicherheit werden Fixpunkte oft doppelt mit einem Kräftedreieck eingerichtet. Dazu werden zwei oder mehr Sicherungspunkte mit einer Bandschlinge verbunden und ein Zentralkarabiner eingehängt. Dadurch wird erreicht:
- Lastausgleich: die Last wird auf zwei Sicherungspunkte verteilt
- Redundanz: falls ein Sicherungspunkt versagt, gibt es noch einen weiteren

Beim Lastausgleich ist entscheidend, dass der Winkel zwischen den Bandschlingen am Zentralkarabiner möglichst klein ist (spitzer als ein gleichseitiges Dreieck).
Für die Redundanz ist entscheidend, dass ein Strang der Bandschlinge vor dem Einhängen des Zentralkarabiners zu einem Auge verdreht wird, damit der Karabiner auch nach Versagen eines Sicherungspunktes weiterhin in der Bandschlinge hängt.

## Kräfte am Sicherungspunkt
| Sturz                        | Kraft         |
| ---------------------------- | ------------- |
| bei dynamischer Sicherung    | 400 daN       |
| bei statischer Sicherung     | 600 – 800 daN |
| geprüfte Normsturzbelastung  | 1200 daN      |
| größtmögliche Sturzbelastung | ca. 1600 daN  |

Die Kräfte, die auf einen einzelnen Sicherungspunkt wirken, sind abhängig vom Gewicht des Kletterers, von der Sturzhöhe, vom Sturzfaktor, von der Elastizität des Seiles, den Reibungsverlusten in der dynamischen Seilsicherung und in den Zwischensicherungen und der Reibung zwischen Seil und Fels.
Welche Kräfte bei einem Sturz direkt in den Stand auftreten, ist in nebenstehender Tabelle wiedergegeben.